# Åsa Erlandsson
Åsa Erlandsson (tidigare skrivet Erlandson) är en svensk journalist och författare.

## Biografi
Erlandsson har varit medicinreporter på tidningen Vårdfokus, krönikör för Aftonbladet, arbetat på Dagens Medicin och var dessförinnan reporter i flera år på Aftonbladet. Erlandsson har även arbetat på bland annat Metro och Dagens Nyheter.
År 2010 utkom hon med boken Skit i mössan! – 59 myter och missförstånd kring barn och föräldrar, illustrerad av Eva Thimgren. I boken går Erlandsson igenom ett antal myter om barn och föräldraskap som hon menar sprids, inte minst bland nyblivna föräldrar.
År 2015 blev Erlandsson redaktör för tidningen Svensk Polis.
Under år 2016 var hon researcher på Uppdrag granskning för programmet "Legitimerad" som handlade om falska läkare och sjuksköterskor som lyckats ta sig in i vården.
År 2017 skrev hon reportageboken Det som aldrig fick ske – skolattentatet i Trollhättan om skolattacken i Trollhättan 2015, där hon följde gärningsmannen, offer, poliser och anhöriga, experter och skolpersonal.
År 2020 var hon verksam vid Svenska Dagbladet och anställdes därefter av Dagens Nyheter.
Våren 2022 utgavs hennes bok Drottninggatan på Mondial förlag.

## Priser och utmärkelser
- 2009 – Journalistpriset Med barnets ögon för en artikel i dåvarande Vårdfacket.[13]
- 2015 – Nominerad till Guldspaden för sina artiklar om ambulanssjukvårdarnas arbetsförhållanden i Vårdfokus (tidigare Vårdfacket).[14]
- 2016 – Pris för "bästa text" i tävlingen Swedish Content Awards för reportaget "Tillbaka på Kronan" i Svensk polis.[15] om skolattacken i Trollhättan.
- 2017 – Åter igen pris för "bästa text" i tävlingen Swedish Content Awards för reportaget ”Hon får inte dö”[16][17] i Svensk Polis.
- 2017 – Tilldelad "Årets tidskrift" tillsammans med redaktionen för tidningen Svensk Polis.[18]
- 2017 – Stora Journalistpriset i klassen Årets berättare för boken "Det som aldrig fick ske: Skolattentatet i Trollhättan".[19]
- 2018 – Nominerad till Guldspaden för boken "Det som aldrig fick ske: Skolattentatet i Trollhättan" (Norstedts 2017)[20]
- 2018 – Tilldelad Natur & Kulturs debattbokspris för "Det som aldrig fick ske: Skolattentatet i Trollhättan" (Norstedts 2017)[21]
- 2019 – Tilldelad Guldspaden för "Sjuksköterskebluffen" i teveprogrammet Uppdrag Granskning, SVT.[22]
- 2020 – Per Wendel-priset, som delas ut av tidningen Expressen till en journalist som "verkar i Per Wendels anda".[10]
- 2021 – Tilldelad Advokatsamfundets journalistpris som ges till en journalist som "på ett sakligt, engagerat och skickligt sätt har behandlat förhållanden inom rättsväsendets och rättssäkerhetens område"[23].
- 2021 – Nominerad till Stora Journalistpriset[24] i klassen Årets berättare för reportaget "Babyns skrik det ljuvaste blåljuspersonalen hört” publicerad i Svenska Dagbladet.[25]
- 2022 – Nominerad till Selanderpriset[26] för journalistiskt civilkurage.
- 2022 – Dubbelnominerad till Wendelapriset[27] för bästa socialreportage.
- 2023 – Dubbelnominerad till Årets Bild[28], i klassen TV Nyheter, för ett reportage om gängkriminelle Nur och ett om Annie Lööf under terrorrättegången i Visby.
- 2023 – Nominerad till Guldspaden[29] för boken "Drottninggatan".
- 2023 – Wendelapriset[30] för hennes bok "Drottninggatan".